# ديزيريه كورديرو فيرير
ديزيريه كورديرو فيرير (بالإسبانية: Desirée Cordero Ferrer)‏ (من مواليد 12 سبتمبر 1993) عارضة أزياء وحاملة لقب ملكة جمال إسبانية بعدما توجت بعدما توجت في في 28 أكتوبر 2014 بمسابقة ملكة جمال إسبانيا 2014. من قبل حامل اللقب السابقة باتريسيا رودريغز . و مثلت بلدها إسبانيا في مسابقة ملكة جمال الكون 2014 في الولايات المتحدة حيث حلت ضمن أفضل 10 كتنافسات في المسابقة الدولية. هذا المركز جعلها ثاني ملكة جمال أسبانية تصنيفاً بين أفضل المتسابقات المشاركات بعد باتريسيا رودريغز التي احتلت المركز الوصيفة الأول في مسابقة ملكة جمال الكون عام 2013.

## نشأتها
في سن السابعة عشر سافرت إلى إسطنبول بتركيا للعمل كنموذج وكانت هذه هي رحلتها الأولى. في عام 2016 ، كانت شائعات بأنها تعود لاعب كرة القدم البرتغالي كريستيانو رونالدو.

## روابط خارجية
- Official website